# Старка
Старка је врста вотке која се производи у Пољској и Литванији двоструком дестилацијом ражи након чега дестилат треба одлежати у храстовим бачвама где му се додаје мања количина цветова лимете и листова јабуке. Тиме ова вотка добива barrique укус, као и додатну благу арому лимете и јабуке, а такође и природну боју коју добија стајањем у храстовим бачвама. Старка се производи у више различитих верзија, у зависности од процента алкохола и годинама старења у храстовим бачвама. Литванска верзија има 43% алкохола и поред листова јабуке користи при старењу и листове крушке и производи се у дестилерији Стумбрас у Каунасу. Пољска вотка се производи у дестилерији Полмос у Шчећину.

## Врсте
- Старка 10 - (10 година стара)
- Старка  - (15 година стара)
- Старка Патриа - (20 година стара)
- Старка Пиастовска - (25 година стара)
- Старка Банкет - (30 година стара)
- Старка 50 - (50 година стара)
- Старка 18 - (18 година стара)
- Стумбро Старка - (Литванска врста)